# ミレットビール

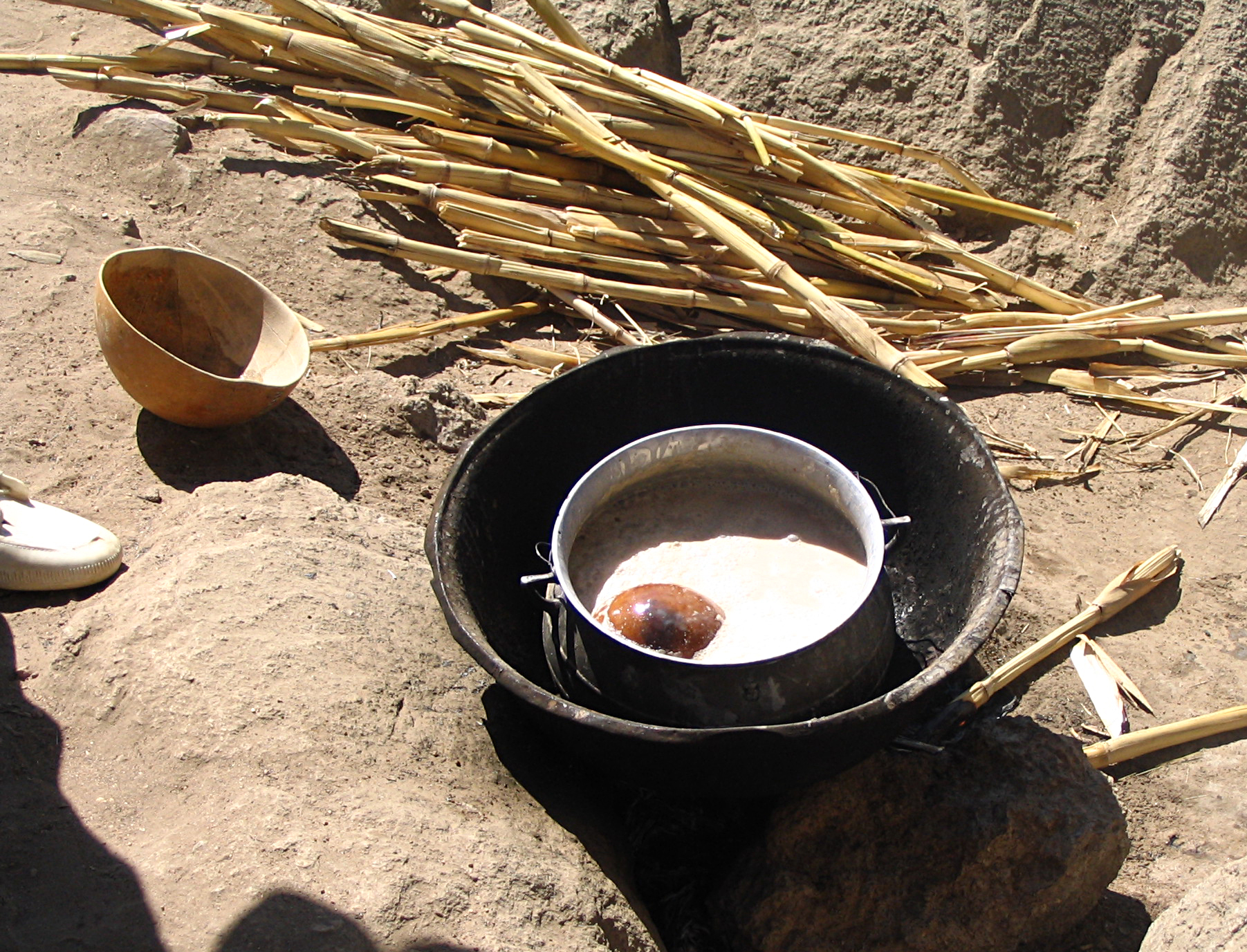
カメルーン極北州のルムシキのミレットビール。カメルーン北部ではビリビリと呼ばれるミレットビール（ソルガム・ビール）が作られている。

ミレットビール（Millet beer）とは、何らかの雑穀を主要な原料とし、それをアルコール醗酵させることによって製造される、醸造酒の総称である。なお「Millet」とは雑穀を意味する英語である。バントゥー・ビール（Bantu Beer）、マルワ（Malwa）、オペーク（opaque beer）などの名称でも知られる。

## 各地のミレットビール
アフリカではコーン・ビールやソルガム・ビールと同様に一般的なビールである。バルカン半島ではボザがミレットビールとして作られている。アメリカ合衆国では、スプレッカー・ブリュワリーが雑穀とソルガムを混合したものを醸造している。アイヌの食文化には、稗から醸造するトノトと呼ばれる醸造酒がある。

## 製造工程
アルコール醗酵を行う酵母は、雑穀に含まれるデンプンを利用できないため、まず雑穀を温水に浸して発芽させることによって、雑穀中の麦芽糖の含有量を増大させる。麦芽糖ならば酵母は利用できるからである。ただし、雑穀（種子）が発芽の際にデンプンを加水分解して麦芽糖にするのは、発芽に必要なエネルギーを得るためであり、このまま種子を成長させると麦芽糖は消費されてしまう。そこで発芽した雑穀は、それ以上の成長をとめるために乾燥させる。その後、粉砕して水と混ぜるが、この状態にしたものを、一般的なビールの製造工程でも作られる麦汁と同様にワートと呼ばれる。ワートに雑菌が繁殖するのを防止するために、これを加熱して沸騰させることによって殺菌し、それが充分に冷えたところに酵母を加えてアルコール醗酵を開始させることで製造される。

## 種類
- ポンベ
- カフィア（Kaffir）
- トノト